# Chamaecrista cotinifolia
Chamaecrista cotinifolia är en ärtväxtart som först beskrevs av George Don jr, och fick sitt nu gällande namn av Howard Samuel Irwin och Rupert Charles Barneby. Chamaecrista cotinifolia ingår i släktet Chamaecrista och familjen ärtväxter. IUCN kategoriserar arten globalt som livskraftig.

## Underarter
Arten delas in i följande underarter:
- C. c. cotinifolia
- C. c. glaberrima
- C. c. leptodictya
- C. c. percoriacea